# Cantón de Grand-Couronne
El cantón de Grand-Couronne era una división administrativa francesa, que estaba situada en el departamento de Sena Marítimo y la región de Alta Normandía.

## Composición
El cantón estaba formado por ocho comunas:
- Grand-Couronne
- Hautot-sur-Seine
- La Bouille
- Moulineaux
- Petit-Couronne
- Sahurs
- Saint-Pierre-de-Manneville
- Val-de-la-Haye

## Supresión del cantón de Grand-Couronne
En aplicación del Decreto n.º 2014-266 de 27 de febrero de 2014, el cantón de Grand-Couronne fue suprimido el 22 de marzo de 2015 y sus 8 comunas pasaron a formar parte; cuatro del nuevo cantón de Canteleu, tres del nuevo cantón de Elbeuf y una del nuevo cantón de Le Grand-Quevilly.